# Ludlow Castle
Ludlow Castle er en middelalderfæstning i Ludlow i Shropshire i England. I dag består kun ruinerne ud til floden Teme.
Borgen blev bygget i 1100-tallet efter den normanniske erobring af England af en normannisk lord og ejet af slægterne de Lacy og Mortimers til Edvard 4. blev konge i 1461. I Tudortiden blev der udført betydelige ombygninger på slottet, og det forblev i kongelig eje helt til 1811. Det tilhører i dag jarlen af Powys.
I omkring hundrede år havde Rådet for Wales og Marches sæde på slottet. Tre kongelige børn havde deres hjem her: Edward, søn af Edvard 4.; Arthur Tudor og Mary Tudor.
Slottet er byens største attraktion, og der er regelmæssigt omvisninger og arrangementer i ruinerne.